# Grant Davies
Grant Davies, född den 11 september 1963 i Dalby, Queensland, är en australisk kanotist.
Han tog OS-silver i K-1 1000 meter i samband med de olympiska kanottävlingarna 1988 i Seoul.